# 10 (liczba)
10 (dziesięć) – liczba naturalna następująca po 9 i poprzedzająca 11.
Warunek podzielności zapisanej w systemie dziesiętnym liczby przez 10 jest spełniony wówczas, gdy ostatnia cyfra dzielnej to zero.
10 jest także podstawą najczęściej stosowanego systemu pozycyjnego – dziesiętnego. Prawdopodobnie wynika to z posiadania przez ludzi 10 palców u rąk.
10 jest także pierwszą liczbą naturalną n, dla której równanie {\displaystyle m-\phi (m)=n} nie ma rozwiązania.

## W matematyce
- 10 jest liczbą Harshada[1]
- 10 jest pierwszą liczbą naturalną n, dla której równanie {\displaystyle m-\phi (m)=n} nie ma rozwiązania.
- 10 jest także podstawą najczęściej stosowanego systemu pozycyjnego – dziesiętnego. Prawdopodobnie wynika to z posiadania przez ludzi 10 palców u rąk.

## Liczba dziesięć w nauce
- liczba atomowa neonu
- obiekt na niebie Messier 10
- galaktyka NGC 10
- planetoida (10) Hygiea

## Liczba dziesięć w kulturze i sztuce
- Literatura
  - Dziesięć przykazań
  - Dziesięć plag egipskich
  - Dziesięć kierunków
  - Dziesięć wskazań
  - Dziesięć złych uczynków (buddyzm)
  - Dziesięć paramit
  - Dziesięć zaginionych plemion
  - Dziesięć tysięcy liści – antologia poezji japońskiej
  - O architekturze ksiąg dziesięć – dzieło Witruwiusza
  - Dekameron – dzieło literackie Giovanniego Boccaccia
  - Dziesięciu małych Murzynków – powieść Agaty Christie
  - Dekalog Polaka – autorstwa Zofii Kossak-Szczuckiej
  - Dziesięć dni, które wstrząsnęły światem – zbiór reportaży Johna Reeda
  - Dziesiąta Aleja – powieść Mario Puzo
  - Dziesięć moich olimpiad – zbiór reportaży Bohdana Tomaszewskiego
- Film
  - 10 – film w reżyserii Blake Edwardsa
  - Dziesięcioro przykazań (film 1923)
  - Dziesięcioro przykazań (film 1956)
  - Dekalog – cykl filmów
  - Przyjęcie na dziesięć osób plus trzy – film z 1973 w reżyserii Jerzego Gruzy
- Muzyka
  - 10 – album The Stranglers
  - 10 – album Liroya
  - 10 – album grupy Farba
  - Ten – debiutancka płyta Pearl Jam
  - Dziesięć pięter – płyta Marka Andrzejewskiego
  - Dziesięć ważnych słów – album Marka Grechuty
- Muzykologia
  - Decyma – interwał muzyczny

Dziesiątką oznaczany jest także środek tarczy strzeleckiej.
- Osoby z X (dziesiątką):
  - Alfons X Mądry
  - Konrad X Biały
  - Chrystian X Duński
  - Grzegorz X
  - papież Jan X
  - Karol X Gustaw
  - Karol X Burbon
  - Malcolm X
  - Pius X
  - Leon X
  - Klemens X
  - Bogusław X
  - Stefan X
  - Innocenty X
  - Konstantyn X Dukas
  - Ludwik X Kłótliwy
  - Henryk X Rumpold

## Liczba dziesięć w kalendarzu
- 10. dniem w roku jest 10 stycznia. Zobacz też, co wydarzyło się w 10 roku n.e.
- 10. miesiącem w roku jest październik.